# Söhne Mannheims
Söhne Mannheims est un groupe allemand de pop, originaire de Mannheim. Sa composition ainsi que le nombre de ses membres sont variables dans le temps.

## Histoire
Le groupe réussit à percer en 2000 avec la chanson Geh davon aus, qui grimpe à la deuxième place des ventes de single en Allemagne. L'album qui s'ensuit, Zion, demeure un succès. Le groupe récolte en 2004 une grande reconnaissance en Allemagne et en Europe germanophone avec son deuxième album studio Noiz, qui atteint le sommet du hit-parade en Allemagne et en Autriche avec des hits tels que Vielleicht et Wenn ein Lied.
L'album live Power of the Sound sort en 2001.
Le 2 décembre 2022, le single Keine Eile est publié et présenté en live lors d'un concert en plein air à Obertauern en Autriche - et en même temps le jeune musicien de Mannheim Thilo Zirr est nommé deuxième guitariste aux côtés de Michael « Kosho » Koschorreck. Après le concert, le groupe se retire dans un hôtel de la station pour un camp d'écriture de plusieurs jours afin de travailler sur le septième album studio prévu de Söhne Mannheims, Kompass. En janvier 2023, le guitariste de Mannheim, Thilo Zirr, est intégré au collectif du groupe Söhne. Il étudie à la Popakademie de Mannheim, notamment avec le guitariste des Söhne Mannheims Michael « Kosho » Koschorreck, a déjà travaillé comme ingénieur pour le groupe et a été actif comme guitariste de tournée pour l'ex-Sohn Mannheims Henning Wehland. Le 15 septembre 2023, les Söhne Mannheims sortent leur septième album studio Kompass. L'album comprend 16 chansons, dont le single Hauptgewinn (feat. Clara Louise), une collaboration avec la chanteuse et poétesse Clara Louise, qui vit à Salzbourg. En août 2024, ils annoncent une tournée promotionnelle pour 2024 et 2025.

## Accueil
Le premier album des Söhne Mannheims, Zion (2000), contient la chanson Armageddon, qui affirme que la fin des temps et ses événements guerriers ont déjà commencé. Artistiquement, cela est exprimé par une « musique agressive, dure et pulsative ». La chanson avertit les auditeurs de tirer les conséquences appropriées à la proximité de la fin du monde et de prier Dieu pour qu'il fasse preuve de miséricorde. Xavier Naidoo exprime qu'il voyait un lien étroit entre le conflit du Proche-Orient qui se déroule en Israël, en particulier à Jérusalem, et Armageddon comme lieu d'une lutte apocalyptique.
L'album MannHeim fait l'objet de critiques selon lesquelles certains textes, notamment dans le morceau Marionetten, contenaient des références aux théories du complot, des appels cachés à l'auto-justice et à la violence ainsi que des passages pouvant être interprétés comme antisémites. Le groupe déclare à ce sujet qu'il s'agissait d'un appel à la réflexion sur l'abus de la politique, formulé en termes excessifs. Le groupe s'est distancié du racisme et de l'antisémitisme lors d'interviews et de concerts live. C'est pourquoi il participe à des projets tels que Rock gegen Rechts ou Schule ohne Rassismus et donne des concerts en Israël. 

## Discographie
- 2000 : Zion (4 fois disque de platine)
- 2004 : Noiz
- 2009 : Iz On
- 2011 : Barrikaden von Eden
- 2014 : ElyZion
- 2017 : MannHeim
- 2023 : Kompass